# Poecilosomella spinicauda
Poecilosomella spinicauda är en tvåvingeart som beskrevs av Papp 2002. Poecilosomella spinicauda ingår i släktet Poecilosomella och familjen hoppflugor. Inga underarter finns listade i Catalogue of Life.